# Olinto Meireles
Olintho Deodato dos Reis Meirelles (Cruzília, 11 de fevereiro de 1864 — Belo Horizonte, 21 de julho de 1948), em grafia antiga também chamado Olyntho Meirelles, foi um médico, político e jornalista brasileiro, que serviu como prefeito de Belo Horizonte, capital de Minas Gerais, entre 1910 e 1914. 

## Biografia

### Família e formação
Nascido em São Sebastião da Encruzilhada, mais tarde Encruzilhada (atualmente Cruzília), então distrito de Baependi, Minas Gerais, Olintho Meirelles era um dos filhos de Antonio Belizandro dos Reis Meirelles, coronel da Guarda Nacional, e de sua esposa, Josepha Firmina de Rezende (irmã de Antônio Torquato Teixeira, o barão de Ribeirão Vermelho), ambos de tradicionais famílias mineiras.
Estudou humanidades no Colégio do Caraça, em Minas Gerais, e depois no Colégio Paixão, em Petrópolis, Rio de Janeiro, concluindo o curso preparatório em 1885. Formou-se médico pela Faculdade de Medicina do Rio de Janeiro no ano de 1891, tendo sua tese sido intitulada "Pathogenia e Tratamento da Septicemia Puerperal", hoje sob custódia do Arquivo Público Mineiro.
Em 1893, casou-se com Evangelina Vieira Werneck de Carvalho, com quem teve oito filhos.
Após clinicar em diferentes localidades, como Cravinhos (Ribeirão Preto, São Paulo), Bemposta (Rio de Janeiro) e Tebas (distrito de Leopoldina), ele se mudou em julho de 1896 para Belo Horizonte, tornando-se então o terceiro médico chegado à cidade, onde auxiliou no combate da epidemia de varíola. Em setembro de 1897, já estava estabelecido definitivamente com sua família na capital mineira.
Em Belo Horizonte, além da profissão médica, desempenhou o cargo de Inspetor Escolar durante cinco anos e ajudou a fundar a Santa Casa de Misericórdia de Belo Horizonte, em que foi médico, bem como a Sociedade de Medicina, Cirurgia e Farmácia (precursora da Faculdade de Medicina de Belo Horizonte), da qual foi seu primeiro presidente.
Filiado ao Partido Republicano Mineiro (PRM), durante três legislaturas, Olintho Meirelles foi membro do “Conselho Deliberativo” (hoje Câmara de Vereadores) da cidade, do qual foi vice-presidente e presidente.

### Prefeito de Belo Horizonte
Em 9 de setembro de 1910, aos quarenta e seis anos, Olintho Meirelles foi nomeado prefeito de Belo Horizonte pelo então governador Venceslau Brás, sucedendo Benjamin Franklin Silviano Brandão. 
A fim de conter o crescente déficit fiscal da prefeitura, Olintho Meirelles seguiu o modelo de concessão de outros municípios, arrendando os serviços de eletricidade, viação urbana e telefonia a uma empresa privada. Na ocasião, ele admitiu o serviço feminino nas repartições públicas e de telefonias, dando preferência à contratação de mulheres moças e viúvas de origem humilde.
Durante sua gestão, promoveu o calçamento das ruas principais da cidade, o prolongamento da "Estrada da Venda Nova", remodelou o Parque Municipal (cuja obra terminou com uma sobra de um conto de réis do orçamento destinado) e doou terreno para a construção da Faculdade de Medicina de Belo Horizonte.
Foi sucedido por Cornélio Vaz de Melo na gestão da prefeitura.

### Após prefeitura
Entre 1916 e 1917, Olintho Meirelles exerceu a função de tesoureiro na Delegacia Fiscal do Tesouro Nacional, na capital mineira. Foi também chefe dos serviços médicos da Estrada de Ferro Oeste de Minas, além de correspondente do jornal Correio da Manhã (RJ) em Minas Gerais.
Na faculdade de Medicina que ajudou a fundar, Meirelles foi professor de farmacologia e depois de terapêutica clínica, durante mais de vinte anos.
Por impedimento de Alfredo Balena, tornou-se diretor da Faculdade entre maio de 1934 e junho de 1935, elegendo-se vice-diretor quando o primeiro regressou ao cargo. Aposentado, recebeu o título de professor benemérito da congregação. 
Da Santa Casa de Misericóridia, recebeu o título de irmão benemérito por seus serviços prestados à instituição como um dos primeiros médicos do corpo clínico. 
Faleceu em julho de 1948, aos ointenta e quatro anos. Seu corpo está enterrado no cemitério do Bonfim, Quadra 50, Jazigo 67, em Belo Horizonte.

### Homenagens
Olinto Meirelles é patrono da Cadeira 61 da Academia Mineira de Medicina.